# Радуил (нос)
Носът Радуил (на английски: Raduil Point) е остър, скалист морски нос, най-северозападната точка на остров Астролабия в протока Брансфийлд. Разположен 4.5 км северозападно от нос Шеръл и 3.15 км западно от връх Друмохар.
Координатите му са: 63°18′14″ ю. ш. 58°44′55″ з. д. / 63.303889° ю. ш. 58.748611° з. д..
Наименуван е на селището Радуил в Западна България. Името е официално дадено на 23 ноември 2009 г.
Британско-немско картографиране от 1996 г.

## Карти
- Trinity Peninsula Архив на оригинала от 2015-09-23 в Wayback Machine.. Scale 1:250000 topographic map No. 5697. Institut für Angewandte Geodäsie and British Antarctic Survey, 1996.